# Airborne (film, 1993)
Pour les articles homonymes, voir Airborne.
Pour plus de détails, voir Fiche technique et Distribution.
Airborne ou En plein vol au Québec est un film américain réalisé par Rob S. Bowman, sorti en 1993.

## Synopsis
Mitchell, un adolescent passionné de surf et de skate, vivant à Los Angeles à côté de l'océan, voit son quotidien chamboulé, lorsqu'il doit s'installer pendant six mois, chez son oncle Louis, sa tante Irene et son cousin Wiley, qui habite à Cincinnati dans l'Ohio, malheureusement très loin de la plage et des spots.

## Fiche technique
- Titre original : Airborne
- Réalisation : Rob S. Bowman
- Scénario : Bill Apablasa d'après une histoire de Bill Apablasa et Stephen McEveety
- Chef décorateur : John Myhre
- Décorateur : Brian Kasch
- Costumes : Abigail Murray
- Maquillage : Toni G (key makeup artist) [1]
- Directeur de la photographie : Daryn Okada
- Montage : Harry B. Miller III
- Musique : Stewart Copeland
- Producteurs : Bruce Davey, Stephen McEveety
- Société(s) de production : Icon Entertainment International
- Société(s) de distribution : Warner Home Video (États-Unis)
- Budget : 2 600 000 $ US[2]
- Pays d’origine :  États-Unis
- Année : 1993
- Langue originale : anglais
- Format : couleur (Technicolor) – 35 mm – 1,85:1 – Dolby SR
- Genre : comédie, film d'aventure
- Durée : 90 minutes
- Dates de sortie :  
  - États-Unis : 17 septembre 1993

## Distribution
- Shane McDermott (VQ : Olivier Farmer) : Mitchell Goosen
- Seth Green (VQ : Sébastien Reding) : Wiley
- Brittney Powell (VQ : Aline Pinsonneault) : Nikki
- Edie McClurg (VQ : Johanne Léveillé) : Tante Irène
- Jack Black (VQ : Olivier Visentin) : Augie
- Alanna Ubach (VQ : Lisette Dufour) : Gloria
- Jacob Vargas (VQ : Jacques Lavallée) : Snake
- Chris Conrad (VQ : Jacques Lussier) : Jack
- Patrick Thomas O'Brien (VQ : Luc Durand (comédien)) : Oncle Louis
- Owen Stadele : Blane
- Chris Edwards : Walt
- Daniel Betances : Tony Banducci
- David Betances : Mark Banducci
- Jim Jansen (VQ : Marc Bellier) : Mr Goosen